# Barbados fotbollsförbund
Barbados fotbollsförbund, officiellt Barbados Football Association, är ett specialidrottsförbund som organiserar fotbollen på Barbados.
Förbundet grundades 1910 och gick med i Concacaf 1967. De anslöt sig till Fifa år 1968. Barbados fotbollsförbund har sitt huvudkontor i staden Bridgetown.